# Tomáš Kunc
Tomáš Kunc (* 22. února 1993, Boskovice) je český fotbalový útočník, který momentálně působí v prvoligovém klubu FC Zbrojovka Brno.

## Klubové statistiky
Aktuální k 4. března 2012
| Sezona | Klub                | Země  | Soutěž  | Zápasy | Góly |
| ------ | ------------------- | ----- | ------- | ------ | ---- |
| 10/11  | FC Zbrojovka Brno B | Česko | MSFL    | 1      | 0    |
|        | FC Zbrojovka Brno   | Česko | 1. liga | 1      | 0    |
| 11/12  | FC Zbrojovka Brno B | Česko | MSFL    | 10     | 1    |
|        | celkem              |       |         | 12     | 1    |